# Élections législatives de 1993 dans l'Ardèche
Les élections législatives françaises de 1993 se déroulent les 21 et 28 mars 1993.  Dans le département de l'Ardèche, trois députés sont à élire dans le cadre de trois circonscriptions.

## Élus
| Circonscription                                  | Député sortant                              | Parti | Parti | Député élu ou réélu | Parti | Parti    |
| ------------------------------------------------ | ------------------------------------------- | ----- | ----- | ------------------- | ----- | -------- |
| 1re                                              | Claude Laréal* suppléant de Robert Chapuis  |       | PS    | Amédée Imbert       |       | UDF (PR) |
| 2e                                               | Henri-Jean Arnaud suppléant de Régis Perbet |       | RPR   | Henri-Jean Arnaud   |       | RPR      |
| 3e                                               | Jean-Marie Alaize                           |       | PS    | Jean-Marie Roux     |       | RPR      |
| * député sortant ne se représentant pas en 1993. |                                             |       |       |                     |       |          |

## Positionnement des partis
Les candidats d'alliance RPR-UDF et divers droite se présentent sous la bannière de l'Union pour la France et ceux du Parti socialiste derrière l'Alliance des Français pour le Progrès. Par ailleurs, Les Verts et Génération écologie s'unissent sous l'étiquette Entente des écologistes.

## Résultats

### Résultats à l'échelle du département
| Parti          | Parti                                    | Premier tour | Premier tour | Second tour | Second tour | Sièges |
| Parti          | Parti                                    | Voix         | %            | Voix        | %           | Sièges |
| -------------- | ---------------------------------------- | ------------ | ------------ | ----------- | ----------- | ------ |
|                | Union pour la démocratie française       | 36 501       | 26,50        | 40 230      | 31,72       | 1      |
|                | Rassemblement pour la République         | 30 836       | 22,39        | 47 595      | 37,54       | 2      |
|                | Union des indépendants                   | 1 007        | 0,73         |             |             | 0      |
|                | Divers droite                            | 967          | 0,70         | 0           |             |        |
|                | Union pour la France                     | 69 311       | 50,32        | 87 825      | 69,26       | 3      |
|                |                                          |              |              |             |             |        |
|                | Parti socialiste                         | 25 650       | 18,62        | 38 974      | 30,74       | 0      |
|                | Mouvement des réformateurs               | 159          | 0,12         |             |             | 0      |
|                | Alliance des Français pour le progrès    | 25 809       | 18,74        | 38 974      | 30,74       | 0      |
|                |                                          |              |              |             |             |        |
|                | Génération écologie                      | 6 221        | 4,52         |             |             | 0      |
|                | Les Verts                                | 5 004        | 3,63         | 0           |             |        |
|                | Entente des écologistes                  | 11 225       | 8,15         |             |             | 0      |
|                |                                          |              |              |             |             |        |
|                | Front national                           | 14 324       | 10,40        |             |             | 0      |
|                | Parti communiste français                | 13 360       | 9,70         | 0           |             |        |
|                | Le Trèfle - Les nouveaux écologistes     | 2 542        | 1,85         | 0           |             |        |
|                | Solidarité, Écologie, Gauche Alternative | 1 174        | 0,85         | 0           |             |        |
|                |                                          |              |              |             |             |        |
| Inscrits       | Inscrits                                 | 208 121      | 100,00       | 208 165     | 100,00      | 3      |
| Abstentions    | Abstentions                              | 62 532       | 30,05        | 65 324      | 31,38       |        |
| Votants        | Votants                                  | 145 589      | 69,95        | 142 841     | 68,62       |        |
| Blancs et nuls | Blancs et nuls                           | 7 844        | 5,39         | 16 042      | 11,23       |        |
| Exprimés       | Exprimés                                 | 137 745      | 94,61        | 126 799     | 88,77       |        |

### Résultats par circonscription

#### Première circonscription (Privas)
La circonscription de Privas est composée des cantons de Bourg-Saint-Andéol, Chomérac, Le Cheylard, Privas, Rochemaure, Saint-Martin-de-Valamas, Saint-Pierreville, Vernoux-en-Vivarais, Viviers et La Voulte-Sur-Rhône. Les quatre principaux candidats en lice dans cette circonscription (par ordre alphabétique) :
- Robert Chapuis, 59 ans, ancien ministre, ex-député et maire du Teil, candidat reconduit par le PS ;
- Alain Feuchot, 38 ans, représentant le PCF ;
- Amédée Imbert, 66 ans, maire de Privas, conseiller général et régional, investi par l'UPF (regroupement RPR-UDF) ;
- Christian Lavis, 42 ans, maire et conseiller général de Viviers, candidat dissident de l'UDF.

| Candidat       | Candidat               | Parti          | Premier tour | Premier tour | Second tour | Second tour |  |
| Candidat       | Candidat               | Parti          | Voix         | %            | Voix        | %           |  |
| -------------- | ---------------------- | -------------- | ------------ | ------------ | ----------- | ----------- |  |
|                | Amédée Imbert élu      | UDF (PR)       | 15 041       | 35,09        | 23 462      | 54,57       |  |
|                | Robert Chapuis sortant | PS (ADFP)      | 9 236        | 21,55        | 19 533      | 45,43       |  |
|                | Alain Feuchot          | PCF            | 4 932        | 11,51        |             |             |  |
|                | Christian Lavis        | diss. UDF      | 4 682        | 10,92        |             |             |  |
|                | Jean Garel             | FN             | 4 288        | 10,01        |             |             |  |
|                | Bernard Egal           | GÉ (EÉ)        | 3 040        | 7,09         |             |             |  |
|                | Isabelle Dubant        | LT-LNÉ         | 1 192        | 2,78         |             |             |  |
|                | Alain Husson           | UDI            | 447          | 1,04         |             |             |  |
|                |                        |                |              |              |             |             |  |
| Inscrits       | Inscrits               | Inscrits       | 65 458       | 100,00       | 65 450      | 100,00      |  |
| Abstentions    | Abstentions            | Abstentions    | 19 954       | 30,48        | 18 670      | 28,53       |  |
| Votants        | Votants                | Votants        | 45 504       | 69,52        | 46 780      | 71,47       |  |
| Blancs et nuls | Blancs et nuls         | Blancs et nuls | 2 646        | 5,81         | 3 785       | 8,09        |  |
| Exprimés       | Exprimés               | Exprimés       | 42 858       | 94,19        | 42 995      | 91,91       |  |

##### Analyse
Sévèrement battu l'année passée lors des cantonales dans le canton de Viviers (comme Claude Laréal dans le sien) Robert Chapuis s'attend à des élections difficiles alors que la droite à du mal à trouver son candidat du fait que Georges Chagounoff et Jean-François Michel se sont cassé les doigts face à Chapuis. Henri Torre poussera son ami Amédée Imbert à être candidat et après avoir longuement hésité, le maire de Privas décide de se lancer avec comme suppléant Bernard Berger (maire et conseiller général RPR de Saint-Georges-les-Bains) mais une dissidence se produit avec la candidature de l'ex PS Christian Lavis (l'homme qui avait battu Robert Chapuis aux cantonales) devenu vice président du conseil général chargé du tourisme et membre de l'UDF. La candidature Lavis va surtout prendre beaucoup de voix au candidat socialiste qui lors du premier tour perdra près de 20 points par rapport à 1988 avec un score de 21,55 % alors que Imbert est loin devant avec 35,09 % des voix mais la surprise sera le bon score de Christian Lavis qui frôle les 11 %. Amédée Imbert sera élu avec 54,57 % contre 45,43 % pour Chapuis (le meilleur score de la gauche en Ardèche) et le candidat Imbert sera en tête dans huit cantons sur dix alors que le maire du Teil sera seulement en tête dans les cantons de Rochemaure et de Viviers.

#### Deuxième circonscription (Annonay)
La circonscription de Tournon est composée des cantons de Annonay-Nord, Annonay-Sud, Lamastre, Saint-Agrève, Saint-Félicien, Saint-Péray, Satillieu, Serrières et Tournon. Les trois principaux candidats en lice dans cette circonscription (par ordre alphabétique) :
- Henri-Jean Arnaud, 64 ans, député depuis 1992, maire et conseiller général de Guilherand-Granges, représentant de l'UPF (regroupement RPR-UDF) ;
- Dominique Chambon, 35 ans, conseiller général et régional, candidat investi par l'UDF ;
- Yves Jouvet, 44 ans, Premier secrétaire de la fédération PS de l'Ardèche et conseiller régional.

|                                                          | Henri-Jean Arnaud sortant réélu | RPR (UPF)                  | 18 231 | 34,94  | 23 468 | 58,33  |  |  |  |  |  |  |  |
|                                                          | Dominique Chambon               | diss. UDF                  | 9 486  | 18,18  | 16 768 | 41,67  |  |  |  |  |  |  |  |
|                                                          | Yves Jouvet                     | PS (ADFP)                  | 7 730  | 14,81  |        |        |  |  |  |  |  |  |  |
|                                                          | Philippe Arnaud                 | FN                         | 5 737  | 10,99  |        |        |  |  |  |  |  |  |  |
|                                                          | Michel Rabanit                  | Les Verts (EÉ)             | 5 004  | 9,59   |        |        |  |  |  |  |  |  |  |
|                                                          | Serge Plana                     | PCF                        | 4 125  | 7,90   |        |        |  |  |  |  |  |  |  |
|                                                          | Patrick Vivien                  | Divers écologiste (LT-LNÉ) | 1 350  | 2,59   |        |        |  |  |  |  |  |  |  |
|                                                          | Michel Cez                      | UDI                        | 520    | 1,00   |        |        |  |  |  |  |  |  |  |
|                                                          |                                 |                            |        |        |        |        |  |  |  |  |  |  |  |
| Inscrits                                                 | Inscrits                        | Inscrits                   | 78 337 | 100,00 | 78 331 | 100,00 |  |  |  |  |  |  |  |
| Abstentions                                              | Abstentions                     | Abstentions                | 23 376 | 29,84  | 29 294 | 37,4   |  |  |  |  |  |  |  |
| Votants                                                  | Votants                         | Votants                    | 54 961 | 70,16  | 49 037 | 62,6   |  |  |  |  |  |  |  |
| Blancs et nuls                                           | Blancs et nuls                  | Blancs et nuls             | 2 778  | 5,05   | 8 801  | 17,95  |  |  |  |  |  |  |  |
| Exprimés                                                 | Exprimés                        | Exprimés                   | 52 183 | 94,95  | 40 236 | 82,05  |  |  |  |  |  |  |  |
| Source : Data.gouv.fr et Le Monde des 23 et 30 mars 1993 |                                 |                            |        |        |        |        |  |  |  |  |  |  |  |

##### Analyse
Si le député sortant arrive nettement en tête avec près de 39 % la grosse surprise est l'élimination au premier tour du candidat socialiste Yves Jouvet qui avait été investi à la suite du refus de Jacques Dondoux de se porter candidat. Les socialistes font leur plus mauvais score depuis 1962 dans cette circonscription ancré à droite. Le bon score d'Arnaud et la présence de Dominique Chambon au second tour ne laissera pas de place à une surprise. Arnaud est en tête dans tous les cantons sauf celui d'Annonay-Nord dont le conseiller général n'est d'autre que... Dominique Chambon.

#### Troisième circonscription (Aubenas)
La circonscription de Largentière est composée des cantons de Antraigues, Aubenas, Burzet, Coucouron, Joyeuse, Largentière, Montpezat-sous-Bauzon, Saint-Étienne-de-Lugdarès, Thueyts, Valgorge, Vals-les-Bains, Vallon-Pont-d'Arc, Villeneuve-de-Berg et des Vans. Les quatre principaux candidats en lice dans cette circonscription (par ordre alphabétique) :
- Jean-Marie Alaize, 51 ans, député sortant et maire de Vals-les-Bains, reconduit par le PS;
- Pierre Chastanier, 50 ans, conseiller municipal d'Aubenas, candidat dissident de l'UDF ;
- Jean-Paul Ribeyre, 51 ans, conseiller municipal et ex maire de Vals-les-Bains, ancien conseiller régional, candidat dissident de l'UDF ;
- Jean-Marie Roux, 56 ans, maire et conseiller général des Vans, investi par l'UPF (regroupement RPR-UDF).

| Candidat                                 | Candidat                  | Parti          | Premier tour | Premier tour | Second tour | Second tour |  |
| Candidat                                 | Candidat                  | Parti          | Voix         | %            | Voix        | %           |  |
| ---------------------------------------- | ------------------------- | -------------- | ------------ | ------------ | ----------- | ----------- |  |
|                                          | Jean-Marie Roux élu       | RPR (UPF)      | 12 605       | 29,51        | 24 127      | 55,37       |  |
|                                          | Jean-Marie Alaize sortant | PS (ADFP)      | 8 684        | 20,33        | 19 441      | 44,62       |  |
|                                          | Pierre Chastanier         | diss. UDF      | 4 723        | 11,05        |             |             |  |
|                                          | Henri Delauche            | PCF            | 4 303        | 10,07        |             |             |  |
|                                          | Raynaud Béraud            | FN             | 4 299        | 10,06        |             |             |  |
|                                          | Pierre Courouble          | GÉ (EÉ)        | 3 181        | 7,44         |             |             |  |
|                                          | Jean-Paul Ribeyre         | diss. UDF      | 2 569        | 6,01         |             |             |  |
|                                          | Daniel Romet              | SÉGA           | 1 174        | 2,74         |             |             |  |
|                                          | Gabriel Comte             | UDI            | 1 007        | 2,35         |             |             |  |
|                                          | Alexis Iordanoff          | MDR            | 159          | 0,37         |             |             |  |
|                                          |                           |                |              |              |             |             |  |
| Inscrits                                 | Inscrits                  | Inscrits       | 64 326       | 100,00       | 64 384      | 100,00      |  |
| Abstentions                              | Abstentions               | Abstentions    | 19 202       | 29,85        | 17 360      | 26,96       |  |
| Votants                                  | Votants                   | Votants        | 45 124       | 70,15        | 47 024      | 73,04       |  |
| Blancs et nuls                           | Blancs et nuls            | Blancs et nuls | 2 420        | 5,36         | 3 456       | 7,35        |  |
| Exprimés                                 | Exprimés                  | Exprimés       | 42 704       | 94,64        | 43 568      | 92,65       |  |
| Source : Le Monde des 23 et 30 mars 1993 |                           |                |              |              |             |             |  |

##### Analyse
Malgré de nombreuses dissidences à droite, c'est le candidat de l'UPF Jean-Marie Roux (qui est aussi le suppléant d'Henri Torre au Sénat) secondé par Jean-Pierre Constant (adjoint au maire d'Aubenas) qui arrive en tête avec neuf points d'avance sur le député sortant et maire de Vals Jean-Marie Alaize qui fait face à une situation délicate dans sa circonscription avec le plus fort taux de chômage du département et de sa ville où sa majorité municipale a explosé.